# Avraam Papadopoulos
Avraam Papadopoulos (Melbourne, Australia, 3 de diciembre de 1984) es un exfutbolista griego que jugaba de defensa.

## Selección nacional
Fue internacional con la selección de fútbol de Grecia y su primera aparición internacional fue ante la selección de fútbol de Letonia, el 10 de septiembre de 2008. Participó con su selección en la Copa Mundial de Fútbol de 2010 jugando tres partidos para un total de 270 minutos. También participó en la Eurocopa de 2012, partido del debut de Grecia donde tuvo que abandonar la competencia por una lesión producto de la fractura del ligamento cruzado.

### Participaciones en Copas del Mundo
| Mundial                        | Sede      | Resultado    | Partidos | Goles |
| ------------------------------ | --------- | ------------ | -------- | ----- |
| Copa Mundial de Fútbol de 2010 | Sudáfrica | Primera fase | 3        | 0     |

## Clubes
| Club                | País      | Año       |
| ------------------- | --------- | --------- |
| Aris Salónica F. C. | Grecia    | 2003-2008 |
| Olympiacos          | Grecia    | 2008-2014 |
| Trabzonspor         | Turquía   | 2014-2015 |
| Shanghai Shenhua    | China     | 2015-2016 |
| Júbilo Iwata        | Japón     | 2016      |
| Brisbane Roar F. C. | Australia | 2017-2019 |
| Olympiacos          | Grecia    | 2019-2022 |

## Palmarés

### Títulos nacionales
| Título              | Club                   | País   | Año  |
| ------------------- | ---------------------- | ------ | ---- |
| Superliga de Grecia | Olympiacos de El Pireo | Grecia | 2009 |
| Copa de Grecia      | Olympiacos de El Pireo | Grecia | 2009 |
| Superliga de Grecia | Olympiacos de El Pireo | Grecia | 2011 |
| Copa de Grecia      | Olympiacos de El Pireo | Grecia | 2012 |
| Superliga de Grecia | Olympiacos de El Pireo | Grecia | 2012 |
| Copa de Grecia      | Olympiacos de El Pireo | Grecia | 2013 |
| Superliga de Grecia | Olympiacos de El Pireo | Grecia | 2013 |
| Superliga de Grecia | Olympiacos de El Pireo | Grecia | 2014 |
| Superliga de Grecia | Olympiacos de El Pireo | Grecia | 2020 |
| Copa de Grecia      | Olympiacos de El Pireo | Grecia | 2020 |
| Superliga de Grecia | Olympiacos de El Pireo | Grecia | 2021 |
| Superliga de Grecia | Olympiacos de El Pireo | Grecia | 2022 |